# Tajemnicza wyspa (film 1961)
Tajemnicza wyspa (Mysterious Island) – film przygodowy z 1961 roku. Swobodna adaptacja powieści Tajemnicza wyspa Juliusza Verne’a.

## Treść
USA lata sześćdziesiąte XIX wieku. Trwa wojna secesyjna. Czterej żołnierze Unii, trafiają do niewoli. Jednak udaje im się uciec z więzienia balonem. Niekorzystny wiatr unosi ich nad Pacyfik i zmusza do lądowania na jednej z wysp. Na obszarze wyspy żyją dzikie i żarłoczne bestie. Mężczyźni spotykają także dwie kobiety, ofiary morskiej katastrofy. Poznają też tajemniczego mieszkańca, podającego się za kapitana Nemo....

## Główne role
- Michael Craig – kapitan Cyrus Harding
- Joan Greenwood – Mary Fairchild
- Michael Callan – Herbert Brown
- Gary Merrill – Gideon Spilitt
- Herbert Lom – kapitan Nemo
- Beth Rogan – Elena Fairchild
- Percy Herbert – sierżant Pencroft